# Nazionale femminile di roller derby del Portogallo
La nazionale di roller derby del Portogallo è la selezione maggiore femminile di roller derby, il cui nickname è Team Portugal, che rappresenta il Portogallo nelle varie competizioni ufficiali o amichevoli riservate a squadre nazionali. Ha partecipato al Campionato mondiale di roller derby 2014 che si è tenuto a Dallas dal 4 al 7 dicembre 2014, classificandosi venticinquesima e all'Europeo 2014 classificandosi all'ottavo e ultimo posto.

## Risultati
Legenda: Grassetto: Risultato migliore, Corsivo: Mancate partecipazioni

## Dettaglio stagioni

### Tornei

#### Mondiali
| Stagione | regular season | regular season | regular season | regular season | regular season | regular season | playoff | playoff | playoff | playoff | playoff | playoff         | playoff    |
|          | Vin            | Par            | Per            | Tot            | PF             | PS             | Vin     | Per     | Tot     | PF      | PS      | risultato       | avversaria |
| -------- | -------------- | -------------- | -------------- | -------------- | -------------- | -------------- | ------- | ------- | ------- | ------- | ------- | --------------- | ---------- |
| 2014     | 1              | 0              | 2              | 3              | 319            | 609            | 0       | 1       | 1       | 135     | 245     | Venticinquesima | Danimarca  |
|          |                |                |                |                |                |                |         |         |         |         |         |                 |            |
| Totale   | 1              | 0              | 2              | 3              | 319            | 609            | 0       | 1       | 1       | 135     | 245     |                 |            |

#### Europei
| Stagione | regular season | regular season | regular season | regular season | regular season | regular season | playoff | playoff | playoff | playoff | playoff | playoff   | playoff    |
|          | Vin            | Par            | Per            | Tot            | PF             | PS             | Vin     | Per     | Tot     | PF      | PS      | risultato | avversaria |
| -------- | -------------- | -------------- | -------------- | -------------- | -------------- | -------------- | ------- | ------- | ------- | ------- | ------- | --------- | ---------- |
| 2014     | -              | -              | -              | -              | -              | -              | 0       | 3       | 3       | 232     | 524     | Ottava    | Spagna     |
|          |                |                |                |                |                |                |         |         |         |         |         |           |            |
| Totale   | -              | -              | -              | -              | -              | -              | 0       | 3       | 3       | 232     | 524     |           |            |

### Riepilogo bout disputati
| Anno | Luogo  | Evento   | Fase del torneo             | Incontro               | Risultato |
| 2014 | Mons   | Europeo  | Quarti di finale            | Francia - Portogallo   | 271 - 58  |
| 2014 | Mons   | Europeo  | Primo turno di consolazione | Portogallo - Galles    | 78 - 167  |
| 2014 | Mons   | Europeo  | Finale 7º - 8º posto        | Portogallo - Spagna    | 96 - 286  |
| 2014 | Dallas | Mondiale | Fase a gironi               | Brasile - Portogallo   | 167 - 144 |
| 2014 | Dallas | Mondiale | Fase a gironi               | Svizzera - Portogallo  | 132 - 139 |
| 2014 | Dallas | Mondiale | Fase a gironi               | Francia - Portogallo   | 310 - 36  |
| 2014 | Dallas | Mondiale | Fase di consolazione        | Portogallo - Danimarca | 135 - 245 |

## Confronti con le altre Nazionali
Questi sono i saldi della Svizzera nei confronti delle Nazionali incontrate.

### Saldo positivo
| Nazionale | Giocate | Vinte | Pareggiate | Perse | PF  | PS  | Ultima vittoria | Ultimo pari | Ultima sconfitta |
| --------- | ------- | ----- | ---------- | ----- | --- | --- | --------------- | ----------- | ---------------- |
| Svizzera  | 1       | 1     | 0          | 0     | 139 | 132 | 2014            | -           | -                |

### Saldo negativo
| Nazionale | Giocate | Vinte | Pareggiate | Perse | PF  | PS  | Ultima vittoria | Ultimo pari | Ultima sconfitta |
| --------- | ------- | ----- | ---------- | ----- | --- | --- | --------------- | ----------- | ---------------- |
| Francia   | 2       | 0     | 0          | 2     | 94  | 581 | -               | -           | 2014             |
| Spagna    | 1       | 0     | 0          | 1     | 96  | 286 | -               | -           | 2014             |
| Danimarca | 1       | 0     | 0          | 1     | 135 | 245 | -               | -           | 2014             |
| Galles    | 1       | 0     | 0          | 1     | 78  | 167 | -               | -           | 2014             |
| Brasile   | 1       | 0     | 0          | 1     | 144 | 167 | -               | -           | 2014             |